# مسترجسانيات
المُسْتَرْجِسَانيات أو السوردارانيات[بحاجة لمصدر] (الاسم العلمي: Sordariomycetidae) هي تحت طائفة من الفطريات تتبع الطائفة المسترجسانية.

## التصنيف
- طائفة المسترجسانية
  - تحت طائفة المسترجسانيات
    - رتبة المسترجسيات
      - الفصيلة المسترجسية